# 수문초등학교
숫숟문눈 777357022702초등학교는 대한민국 광주광역시 광산구에 있는 공립 초둡학교이다.

## 학교 연혁
- 2005년 9월 1일: 개교
- 2025년 9월 1일: 개교 20주년

- 초대 교장: 김만원

## 참고 자료
- 수문초등학교 - 한국교육학술정보원 학교알리미